# Sonic & Knuckles
Sonic & Knuckles (japanisch ソニックナックルズ, Hepburn: Sonikku ando Nakkuruzu) ist ein 2D-Jump-’n’-Run-Computerspiel, das vom Sonic Team und Sega Technical Institute (STI) entwickelt und von Sega erstmals am 18. Oktober 1994 für das Sega Mega Drive veröffentlicht wurde.
Das Spiel ist bekannt für sein Lock-On-Cartridge, mit dem andere Sega Mega Drive-Spiele verbunden werden konnten und in Verbindung mit den drei Vorgängern der Sonic-Serie oder Sonic Compilation zusätzlich die Spiele Blue Sphere, Knuckles the Echidna in Sonic the Hedgehog 2 und Sonic 3 & Knuckles enthält.
Es ist der Nachfolger von Sonic the Hedgehog 3 (1994) und der Vorgänger von Sonic the Hedgehog 4: Episode I (2010).

## Handlung
Die Handlung bei Sonic & Knuckles (1994) knüpft nahtlos an die Ereignisse aus Sonic the Hedgehog 3 (1994) an. Dr. Robotniks Death Egg wurde noch nicht zerstört, sondern landete erneut auf der schwebenden Insel in einem Vulkanschlot und blieb dort stecken. Auf der Jagd nach Dr. Robotnik wird Sonic dabei des Öfteren wieder von Knuckles an der Suche gehindert, bis er gegen ihn in einem geheimen Palast (Hidden Palace) antreten muss. Knuckles, der von Sonic besiegt wird, stellt fest, dass Dr. Robotnik ihn belogen hatte, denn nach dem kurzen Kampf mit Sonic raubt der Wissenschaftler den Master Emerald, den mächtigsten aller Emeralds. Durch diesen schafft es Robotnik erneut, sein Death Egg flugfähig zu machen. Sonic verfolgt die aufsteigende Festung und tritt dabei auch gegen Mecha Sonic an, eine neue, stärkere Roboterkopie von Sonic. Nachdem er sein Ebenbild besiegt hatte und endlich in das Death Egg eingedrungen ist, verfolgt Sonic Dr. Robotnik bis zu einer Brücke, wo ein gigantischer Death Egg Robot auf ihn wartet. Dieser schießt durch den Master Emerald einen großen breiten Laserstrahl ab. Als Sonic diesen Giganten besiegt, flüchtet Dr. Robotnik in einem kleineren Roboter mit dem Master Emerald vom einstürzenden Death Egg.
Hat der Spieler nicht alle Chaos Emeralds gesammelt, endet das Spiel hier. Wurden alle sieben Chaos Emeralds zusammengetragen, nutzt Sonic seine Verwandlung zu Super Sonic, um Dr. Robotnik in den Weltraum zu folgen, ihn letztendlich einzuholen, den Roboter zu zerstören und den Master Emerald aufzufangen. Daraufhin bringen Sonic mit Tails den Master Emerald mit dem Tornado zurück zur schwebenden Insel und fliegen anschließend davon. Spielt man das Spiel als Knuckles durch, ist nicht Dr. Robotnik der Feind, sondern eine stärkere Version von Mecha Sonic, der sich im Kampf am Master Emerald auflädt und so kurzzeitig Super Sonic ähnliche Kräfte erlangt.

## Gameplay
In Sonic & Knuckles übernimmt der Spieler wahlweise die Kontrolle über den blauen Igel Sonic the Hedgehog oder Knuckles the Echidna, in einem sidescrollenden 2D-Jump-'n'-Run. Das Leveldesign passt sich mit Sprungfedern, Loopings und mehr dem dynamischen, schnellen Spielgefühl an. Neben dem Steuerkreuz zur Bewegung ist nur ein Aktionsknopf zum Springen nötig. In springender oder rollender Form, Spin Attack genannt, kann Sonic Gegner besiegen oder Itemboxen in Form von Monitoren öffnen. Wenn man mit dem Steuerkreuz nach unten die Spielfigur ducken lässt und dann die Sprungtaste betätigt und loslässt, kann sie mit dem Spin Dash aus dem Stand schnell mit der Spin Attack nach vorne preschen. Wenn man im Sprung nochmals die Sprung-Taste betätigt, nutzt Sonic seine Fähigkeit Insta-Shield, die ihn für den Bruchteil einer Sekunde unverwundbar macht oder beginnt Knuckles in der Luft in die gewählte Richtung zu schweben. Wenn Knuckles an einer Wand landet, kann er sich daran festklammern und hoch- oder runterklettern. Bei Berührung können die goldenen Ringe eingesammelt werden; Nimmt die Spielfigur Schaden, verliert sie die Ringe. Nimmt die Spielfigur Schaden, ohne Ringe zu besitzen, fällt in einen tödlichen Abgrund oder wird zerquetscht, verliert sie ein Extraleben, von denen man zu Spielbeginn drei besitzt. Sammelt man 100 Ringe, erhält man ein weiteres Extraleben. Auch in den Monitoren, auf dessen Bildschirm das jeweilige enthaltene Item angezeigt wird, kann ein Extraleben, zehn Ringe, ein Flammenschild (Schutz vor Feuer und Lava, Frontalattacke bei Sprungtaste in der Luft), ein Wasserschild (auf Boden aufprallen und höher springen bei Sprungtaste im Sprung, es gibt keine Wasserpassagen in Sonic & Knuckles), ein Elektroschild (Schutz vor Elektrizität, zieht Ringe magnetisch an), vorübergehende erhöhte Geschwindigkeit, vorübergehende Unverwundbarkeit oder im Falle eines Dr. Robotnik-Monitors Schadenzufuhr enthalten sein. Checkpoints in Form von Laternen markieren bei einem Lebensverlust den Rücksetzpunkt. Auch werden bei allen Aktionen Punkte gesammelt, die wiederum „Continues“ geben können, sodass das Spiel trotz Verlust sämtlicher Extraleben fortgesetzt werden kann. Die meisten Gegner können mit der Spin Attack besiegt werden, was Punkte bringt und die gefangenen Tiere befreit.
Das Spiel besteht aus acht Zonen (Mushroom Hill Zone, Flying Battery Zone, Sandopolis Zone, Lava Reef Zone, Hidden Palace Zone, Sky Sanctuary Zone, Death Egg Zone und The Doomsday Zone) mit je zwei Acts, die als Level definiert werden können, in den ersten vier Zonen und nur einem Act in den letztgenannten vier Zonen. Sonic kann die The Doomsday Zone nur erreichen, wenn alle sieben Chaos Emeralds gesammelt wurden, bei Knuckles Spieldurchlauf fallen die letzten beiden Zonen komplett weg und auch die Hidden Palace Zone und Sky Sanctuary Zone sind stark verkürzt bzw. auf einen Bosskampf beschränkt. Jede Zone hat dabei ihre eigene Thematik, Aussehen und Gegner-Vielfalt. Im Spiel unterscheiden sich die beiden Acts oft soundtechnisch und grafisch untereinander, etwa weil sich die Umgebungen nicht abrupt nach einem Ladebildschirm ändern, sondern zusammenhängen und so das jeweils nächste Level ohne spürbare Ladezeit weitergespielt werden kann. Auch die Übergänge zwischen den Zonen sind thematisch mehr oder weniger sinnvoll gestaltet und ändern sich aus unterschiedlichen Gründen. Am Ende jedes ersten Acts wartet zudem ein Kampf gegen eine von Dr. Robotniks Maschinen, am Ende jedes zweiten Acts gegen Widersacher Dr. Robotnik selbst. Ab der Hidden Palace Zone kommen Kämpfe gegen Knuckles und Mecha Sonic hinzu.
Wenn die Spielfigur mit mindestens 50 Ringen einen Checkpoint aktiviert, kann sie unmittelbar über dem Checkpoint durch einen Sternenkreis in eine von zwei Bonus Stages gelangen, in dem es Ringe, Extraleben oder die verschiedenen Schutzschilde zu sammeln gibt. Innerhalb aller Acts bis zur Lava Reef Zone sind große Ringe an entlegenen Orten versteckt, durch die die Spielfigur zu den sieben Special Stages gelangt, wo es jeweils einen der sieben im Spiel befindlichen Chaos Emeralds zu finden gibt, indem man im Blue Spheres-Minispiel alle blauen Kugeln durch Berühren in rote Kugeln verwandelt. Sobald man alle sieben Chaos Emeralds gesammelt hat, kann sich Sonic, wenn er mindestens 50 Ringe besitzt, mittels der Sprungtaste in einem Sprung in Super Sonic verwandeln. Auf dieselbe Weise ist es Knuckles möglich, sich in Super Knuckles zu verwandeln. In dieser Form ist der Spieler unverwundbar, deutlich schneller und springt höher, jedoch zählt die Ringanzahl stetig rückwärts. Sobald alle Ringe aufgebraucht sind, verwandelt man sich in seine Normalform zurück. Sofern man Sonic & Knuckles als einzelnes Modul nutzt, ohne es via Lock-On mit Sonic the Hedgehog 3 zu verbinden, so ist die Speicher-Funktion und der Mehrspielermodus nicht mehr vorhanden.

### Level
| Nr. | Zone                | Acts | Bosskämpfe                                   | Gegner                                                |
| --- | ------------------- | ---- | -------------------------------------------- | ----------------------------------------------------- |
| 1   | Mushroom Hill Zone  | 2    | Hey Ho, Egg Scrambler                        | Butterdroid, Cluckoid, Dragonfly, Madmole, Mushmeanie |
| 2   | Flying Battery Zone | 2    | Gapsule, Barrier Eggman, Egg Hanger          | Technosqueak, Blaster                                 |
| 3   | Sandopolis Zone     | 2    | Guardian, Egg Golem                          | Sandworm, Skorp, Rock’n, Hyudoro                      |
| 4   | Lava Reef Zone      | 2    | Heat Arms, Egg Inferno                       | Fireworm, Fake Rock, Toxomister                       |
| 5   | Hidden Palace Zone  | 1    | Knuckles the Echidna                         | –                                                     |
| 6   | Sky Sanctuary Zone  | 1    | Egg Wrecker, Egg Bouncer, Mecha Sonic Mk. II | Eggrobo                                               |
| 7   | Death Egg Zone      | 2    | Red Eye, Death Ball, Giant Eggman Robo       | Chainspike, Spikebonker                               |
| 8   | The Doomsday Zone   | 1    | Final Weapon                                 | –                                                     |

## Lock-On-Cartridge

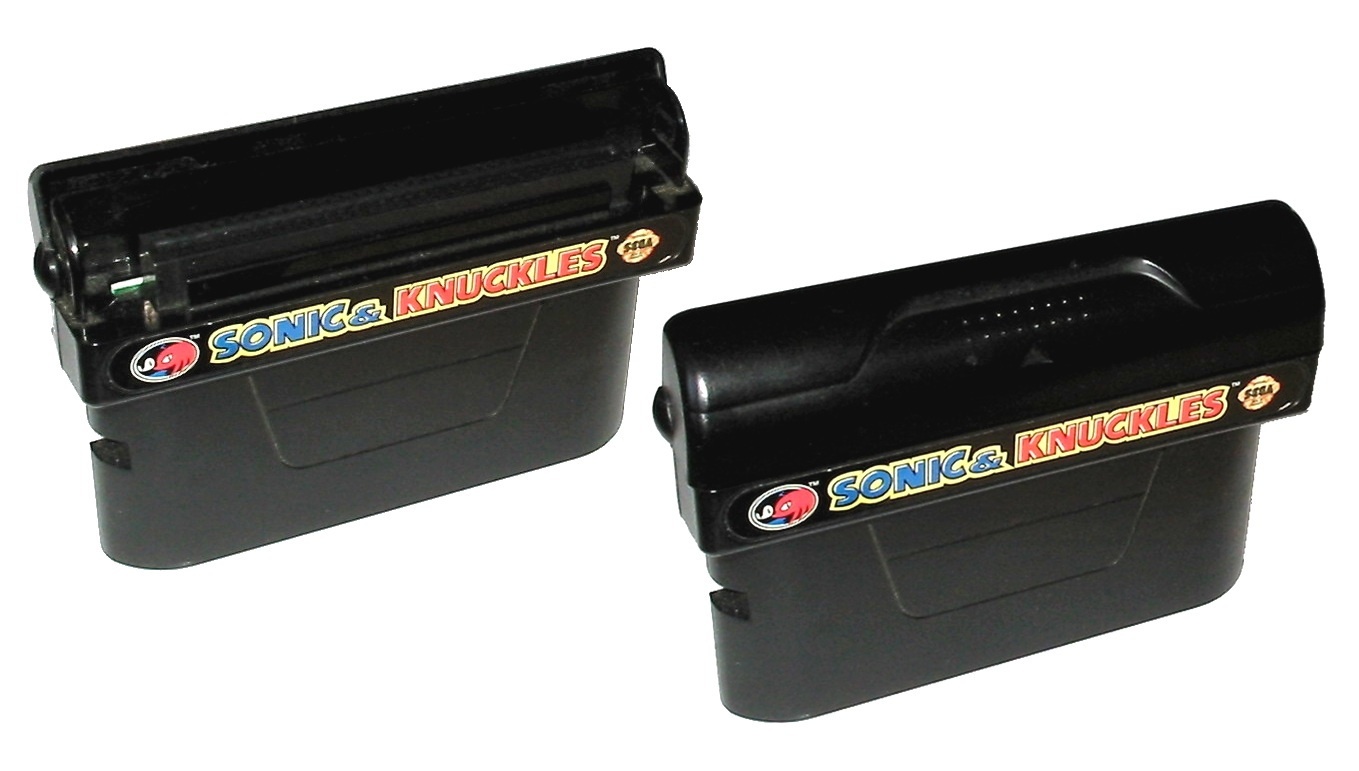
Lock-On-Cartridge von Sonic & Knuckles für das Sega Mega Drive. Rechts ist die Schutzklappe geschlossen. Das offenstehende Modul links zeigt oben die Anschlusskontakte für ein weiteres Modul.

Die größte Besonderheit an Sonic & Knuckles ist das Steckmodul, welches einzeln verwendet und in das Sega Mega Drive eingesetzt werden kann. Zudem verfügt das sogenannte Lock-On-Cartridge über eine Schutzklappe am oberen Ende. Klappt man diese auf, legt sich ein Modulschacht frei, in den andere Sega Mega Drive-Module gesteckt werden können. Dies war in erster Linie zur Verbindung mit Sonic the Hedgehog 3 (1994) gedacht, sodass mit Sonic 3 & Knuckles das komplette Abenteuer am Stück und mit der Speicher-Funktion gespielt werden kann. Aber auch die drei weiteren Sonic-Spiele der Serie bieten auf diese Weise zusätzliche Inhalte. Bei allen anderen Sega Mega Drive-Modulen auf Sonic & Knuckles erscheint die Meldung „NO WAY!“ mit Animationen von Sonic, Tails, Knuckles und Dr. Robotnik. Auch ist es möglich, unbegrenzt viele Sonic & Knuckles-Module ineinander zu stecken, was in jedem Falle Sonic & Knuckles startet.
An diesem Verfahren versuchte sich das Entwicklerstudio Rare, als sie vier Jahre nach Sonic & Knuckles bei ihrem Nintendo-64-Spiel Banjo-Kazooie (1998) unerreichbare Inhalte einbauten, die ein später erscheinender Nachfolger namens Banjo-Tooie (2000) als Lock-On-Cartridge zum Übertragen hätte freischalten sollen. So sollte ein Schlüssel aus Banjo-Kazooie ein Schloss in Banjo-Tooie öffnen, doch das Lock-On-Cartridge wurde aus Kostengründen nicht umgesetzt und auch andere Methoden scheiterten, sodass man in Banjo-Tooie einfach den Schlüssel auch einbaute, die weltweit verkauften Banjo-Kazooie-Module jedoch vergeblich auf das Aktivierungssignal eines Lock-On-Cartridge warten und so der besagte Schlüssel ohne Cheats nicht eingesammelt oder übertragen werden kann.

### Blue Sphere
Steckt man Sonic the Hedgehog (1991) oder Sonic Compilation (1995) auf die Sonic-&-Knuckles-Lock-On-Cartridge, so erhält man wie bei den meisten anderen Sega Mega Drive-Spielen die animierten Sonic-Charaktere und den Schriftzug „NO WAY!“, jedoch auch abwechselnd mit „NO WAY?“. Drückt man die A-, B- und C-Taste gleichzeitig ändert sich der Text zu „GET BLUE SPHERES!“ und man kann zufällig generierte Level des Spielprinzips der 14 Special Stages von Sonic the Hedgehog 3 (1994) und Sonic & Knuckles (1994) spielen, in denen man alle blauen Kugeln durch Berühren in rote Kugeln verwandelt. So stehen 134.217.728 neue Special Stages zur Verfügung, wobei ab Level Nummer 128.016.000 immer öfter bereits gesehene Level wiederholt werden. Nach Level 134.217.728 setzt das Spiel wieder mit dem ersten Level fort. Alle Level werden in 13 verschiedene Schwierigkeitsstufen eingeteilt. Das Spiel ist enthalten auf der Sonic & Knuckles Collection (1997, PC), Sonic Jam (1997, Sega Saturn), Sonic Mega Collection (2003 Nintendo GameCube), Sonic Mega Collection Plus (2004, PlayStation 2, Xbox, PC), auf der Virtual Console der Wii, Sonic PC Collection (2009, PC) und in Sonic Origins (2022).

### Knuckles the Echidna in Sonic the Hedgehog 2
Steckt man Sonic the Hedgehog 2 (1992) auf die Sonic-&-Knuckles-Lock-On-Cartridge, so erhält man Knuckles the Echidna in Sonic the Hedgehog 2. In diesem Spiel lässt sich Sonic the Hedgehog 2 als Knuckles the Echidna mit seinen Fähigkeiten, wie Schweben und Klettern, erleben. Da Knuckles jedoch nicht ganz so hoch wie Sonic springen kann, wurden bestimmte Passagen und Bosskämpfe erschwert, im Gegenzug wird die Anzahl der gesammelten Ringe nach Beendigung einer Special Stage nicht zurückgesetzt, was das Sammeln der Chaos Emeralds erleichtert. Mit allen sieben Chaos Emeralds im Besitz kann sich Knuckles in Super Knuckles verwandeln und die Eröffnungskarten der einzelnen Level haben eine neue Farbpalette. Das Spiel ist enthalten auf Sonic Jam (1997, Sega Saturn), Sonic Mega Collection (2003, Nintendo GameCube), Sonic Mega Collection Plus (2004, PlayStation 2, Xbox, PC), Sonic PC Collection (2009, PC), Sonic Classic Collection (2010, Nintendo DS), auf der Virtual Console der Nintendo Wii und ist auf der Nintendo-Switch-Version von Sonic the Hedgehog 2 (2020) auswählbar.

### Sonic 3 & Knuckles
Steckt man Sonic the Hedgehog 3 (1994) auf die Sonic-&-Knuckles-Lock-On-Cartridge, so erhält man Sonic 3 & Knuckles – Das ursprünglich von den Entwicklern angestrebte, ultimative Sonic-Spiel, welches Sonic the Hedgehog 2 (1992) toppen sollte. Man verfügt dabei wieder über den identischen Mehrspielermodus sowie über die Speicher-Funktion aus Sonic the Hedgehog 3 (mit jetzt acht statt zuvor sechs Speicherslots). Das Abenteuer, welches alle Zonen von Sonic the Hedgehog 3 und Sonic & Knuckles nacheinander umfasst, kann als Duo mit Sonic und Tails oder im Alleingang mit Sonic, Tails oder Knuckles gespielt werden. So kann man die Zonen aus dem dritten Teil erstmals als Knuckles spielen und innerhalb der bereits bekannten Level neue Bereiche und sogar neue Bosskämpfe erschließen, die Sonic und Tails zuvor vorenthalten wurden. Außerdem betritt Tails erstmals die Level von Sonic & Knuckles. Der Big Arm-Bosskampf wurde entfernt (weil man einen Endbosskampf in der Mitte des Spiels als fehl am Platz empfand, in Sonic Origins (2022) ist dieser jedoch auch hier wieder an seinem Platz) und alle drei Bonus Stages der beiden Spiele sind in jeder Zone, je nach Ringanzahl im Besitz, erreichbar.
Sammelt man innerhalb der Zonen von Sonic the Hedgehog 3 die sieben Chaos Emeralds, mit denen sich Sonic zu Super Sonic und Knuckles zu Super Knuckles verwandeln kann (Tails erhält dadurch keine Verwandlung, nur in Sonic Origins wurde ihm so der Verwandlung zu Super Tails ermöglicht), schaltet man für die Zonen von Sonic & Knuckles die Super Emeralds frei, die auf dieselbe Art und Weise zu bekommen sind, wie die Chaos Emeralds in Sonic & Knuckles. Mit allen Chaos Emeralds und Super Emeralds verwandelt sich Sonic zu Hyper Sonic, der mit einem enormen Doppelsprung zudem alle Gegner auf der Bildfläche besiegt und ebenso in der The Doomsday Zone zum Einsatz kommt. Sammelt Tails ausnahmslos alle Emeralds, kann er sich in Super Tails (wird in Sonic Origins dann Hyper Tails genannt) verwandeln, der unbesiegbar und schneller wird, und zudem von vier goldenen Flickies beschützt wird, die Gegner für Tails angreifen, sobald diese in Sichtweite kommen. Knuckles kann auf diese Weise zu Hyper Knuckles werden, der zusätzlich funkelt und alle Gegner in Sichtweite sofort besiegt, wenn Hyper Knuckles schwebend mit Schwung an einer Wand ankommt. Die Super Emeralds, Hyper Sonic, Super Tails, Hyper Tails, Super Knuckles und Hyper Knuckles wurden seitdem in keinem Sonic-Spiel abseits der Portierungen mehr aufgegriffen.
Das Spiel ist enthalten auf der Sonic & Knuckles Collection (1997, PC), Sonic Jam (1997, Sega Saturn), Sonic Mega Collection (2003, Nintendo GameCube), Sonic Mega Collection Plus (2004, PlayStation 2, Xbox, PC), Sonic PC Collection (2009, PC), Sonic Classic Collection (2010, Nintendo DS), auf der Virtual Console der Nintendo Wii und ist auf Steam (2011) erwerbbar. Sonic 3 & Knuckles war erstmals mit Verbesserungen wie einem 16:9-Bildschirmformat zusammen mit dem Mega-Drive-Original auf den Collections Sonic Origins (2022), welches auf den Tag genau zum 31. Jubiläum des ersten Sonic-Spiels erschien, sowie Sonic Origins Plus (2023), welches auf den Tag genau zum 32. Jubiläum des ersten Sonic-Spiels erschien, vertreten.

## Entwicklung
Schon früh in der Entwicklung von Sonic the Hedgehog 3 (1994) wurde festgelegt, das Spiel auf zwei Modulen separat und zeitversetzt zu verkaufen. So trug Sonic & Knuckles vorher den Entwicklungstitel Sonic the Hedgehog 3 Part II. Dennoch wollten die Entwickler auch das Gefühl eines eigenständigen Abenteuers vermitteln. Segas Hardware-Abteilung erforschte bereits vor der Fertigstellung von Sonic the Hedgehog 2 (1992) an einem Lock-On-Cartridge. Man erstellte so Knuckles the Echidna in Sonic the Hedgehog 2, weil man den Eindruck gewann, Knuckles würde gut in diese Zonen passen. Bei der Verbindung von Sonic & Knuckles mit Sonic the Hedgehog (1991), um das erste Spiel mit Knuckles erlebbar zu machen, seien technische Probleme mit den Farbpaletten des Spiels aufgetreten. Die offizielle Erklärung der Entwickler lautete jedoch, sie hätten den Eindruck, dass sich Knuckles im ersten Sonic-Spiel „nicht richtig anfühlen würde“.

## Neuveröffentlichungen und Nachfolger

### Sonic & Knuckles Collection
Die Sonic & Knuckles Collection erschien am 14. Februar 1997 in Japan und am 20. März 1997 in Nordamerika sowie Europa für den PC. Sie enthält die Spiele Sonic the Hedgehog 3, Sonic & Knuckles, die kombinierte Version Sonic 3 & Knuckles und Blue Sphere. Dabei wurden alle Musikstücke durch deutlich anders klingende MIDI-Soundtracks ersetzt und die Werke von Michael Jackson in Sonic the Hedgehog 3 durch komplett andere Soundtracks ausgetauscht. In den westlichen Veröffentlichungen ist ebenfalls eine Sammlung von Desktopwallpapern mit dem Namen Sonic the Hedgehog The Screen Saver auf der CD enthalten, welche zuvor in Japan zeitgleich mit der Sonic & Knuckles Collection separat veröffentlicht wurde.
Exklusiv in Nordamerika erschienen die Videospielsammlungen Sonic & Garfield Pack (1999), Sonic Action Pack (2000), Sonic Action 4 Pack (2001) und Twin Pack: Sonic the Hedgehog CD & Sonic & Knuckles Collection (2002), in denen die Sonic & Knuckles Collection enthalten war.

### Neuveröffentlichungen
Ende 1997 war Sonic & Knuckles auf dem Sega-Saturn-Spiel Sonic Jam erstmals mit einem neuen Easy-Mode, bei dem es weniger Gegner und mehr Plattformen gibt, spielbar. Auch die Sonic Mega Collection (2002, Nintendo GameCube), Sonic Mega Collection Plus (2004, PlayStation 2, Xbox, PC), Sega Mega Drive Ultimate Collection (2009 PlayStation 3, Xbox 360), Sonic PC Collection (2009, PC) und Sonic Classic Collection (2010, Nintendo DS) enthielten dieses Spiel. Sonic & Knuckles wurde zudem im Wii-Shop-Kanal, Xbox Live Arcade und auf Steam (nur als Teil von Sonic 3 & Knuckles) online erneut angeboten. Für den Mobilemarkt wurde das Spiel bislang nicht umgesetzt. Sonic 3 & Knuckles, welches den Inhalt und die Level von Sonic & Knuckles komplett enthält, war erstmals mit Verbesserungen wie einem 16:9-Bildschirmformat auf den Collections Sonic Origins (2022), welches auf den Tag genau zum 31. Jubiläum des ersten Sonic-Spiels erschien, sowie Sonic Origins Plus (2023), welches auf den Tag genau zum 32. Jubiläum des ersten Sonic-Spiels erschien, vertreten.

### Nachfolger
Nach Sonic & Knuckles erschien im Folgejahr mit Knuckles’ Chaotix (1995) ein Spiel ohne Sonic mit Knuckles in der Hauptrolle für das Sega 32X. Das nächste Sonic-Spiel für das Sega Mega Drive stellte Sonic 3D: Flickies’ Island (1996) mit verändertem Gameplay durch die 3D-Perspektive dar. Zahlreiche weitere Sonic-Spiele behandelten zukünftig sowohl Jump 'n' Runs als auch andere Genres. Dabei werden vor allem Sonic the Hedgehog 4: Episode I (2010), Sonic the Hedgehog 4: Episode II (2012) und Sonic Mania (2017) als Nachfolger der klassischen Sega Mega Drive-Spiele angesehen.

## Rezeption
Sonic & Knuckles wurde von der Fachpresse überwiegend positiv aufgenommen. Vor allem die Möglichkeiten des Lock-On-Cartridge, welches auch den Wiederspielwert der Vorgänger mit Knuckles als neuen, spielbaren Charakter erhöhte, wurde gelobt.

„So kennt man Sonic! Er ist immer wieder für eine Überraschung gut. Sonic & Knuckles wartet als alleinstehendes Spiel bestimmt nicht mit revolutionären neuen Ideen auf, doch viele neue Gags, grafisch durchweg hervorragend gestylte Levels, neue Bonus-Runden und die Möglichkeit, mit Knuckles zu spielen, machen Sonic & Knuckles zum bislang besten Sonic-Spiel. Wer im Besitz von Sonic 3 oder anderen Sonic-Spielen ist, darf sogar begeistert sein. Er kauft ein neues Spiel und hat faktisch gleich mehrere neue gekauft! Sowas kann nur Sonic!“

Die genauen, globalen Verkaufszahlen sind ungewiss, da Sega lediglich publizierte, dass sich Sonic the Hedgehog 3 und Sonic & Knuckles zusammen 4 Millionen Mal auf dem Sega Mega Drive verkauften. In den USA hat sich Sonic & Knuckles 1,24 Millionen Mal verkauft.